# Ponera (orquídea)
Ponera es un género que tiene asignada ocho especies de orquídeas, de la tribu Epidendreae perteneciente a la familia Orchidaceae.

## Hábitat
Son nativas de América tropical.

## Descripción
Se caracterizan por ser de tamaño medio o grande, epífitas o terrestres sin pseudobulbo. Tienen largos tallos con hojas caducas y dan una inflorescencia terminal en un largo tallo con hojas alternas caducas. Los sépalos y el pie de la columna forma un mentón. Tiene cuatro polinias.

## Taxonomía
El género fue descrito por John Lindley y publicado en The Genera and Species of Orchidaceous Plants 113–114. 1831.

## Especies dePonera
- Ponera dressleriana  Soto Arenas (1990)
- Ponera exilis  Dressler (1968)
- Ponera glomerata  Correll (1941)
- Ponera graminifolia  (Knowles & Westc.) Lindl. (1839)
- Ponera juncifolia  Lindl. (1831) - especie tipo -
- Ponera longipetala  Correll (1941)
- Ponera pellita  Rchb.f. (1880)
- Ponera striata  Lindl. (1842)